# تسرنووتسه
تسرنووتسه (به صربی: Crnovce) یک منطقهٔ مسکونی در صربستان است که در ترگوویشته واقع شده‌است. تسرنووتسه ۱۳۶ نفر جمعیت دارد.